# بوم ژزوس
بوم ژزوس (به پرتغالی: Bom Jesus, Rio Grande do Norte) یک شهرستان در برزیل است که در ریو گرانده شمالی واقع شده‌است.